# Peter Dinklage
Peter Hayden Dinklage (Morristown, Nueva Jersey; 11 de junio de 1969), conocido como Peter Dinklage, es un actor de cine, televisión y teatro estadounidense. Su papel más conocido es el de Tyrion Lannister en la serie de HBO Game of Thrones (2011-2019), el cual le valió cuatro Emmy y un Globo de Oro. Hizo su debut cinematográfico en la comedia negra Living in Oblivion (1995) y su carrera en el cine se afianzó con un papel protagónico en la comedia dramática The Station Agent (2003). También ha participado en proyectos como Elf (2003), Find Me Guilty (2006), Underdog (2007), Death at a Funeral (2007) —y su remake de 2010—, Las crónicas de Narnia: el príncipe Caspian (2008), X-Men: días del futuro pasado (2014) y Cyrano (2021).

## Primeros años
Es hijo de una profesora de música llamada Diane y un vendedor de seguros llamado John Carl Dinklage. En 1987, con dieciocho años, se graduó en la escuela Delbarton, en su ciudad natal, lugar donde comenzó a actuar, y cuatro años después se graduó de la Bennington College, en Vermont.
En la década de 1990, el actor formaba parte de un grupo que tenía un sonido similar al de Red Hot Chili Peppers, llamado Whizzy; además tocaba la corneta. En una ocasión, al hablar sobre su tiempo en Whizzy dijo: «estaba muy enojado en ese entonces».

## Carrera profesional
En sus inicios, Dinklage luchó por encontrar trabajo como actor, en parte porque se negó a aceptar los papeles que normalmente se ofrecen a los actores con su condición, como «elfos o duendes». Hizo su debut cinematográfico en la comedia dramática independiente de bajo presupuesto Living in Oblivion (1995), donde actuó junto a Steve Buscemi. Cuenta la historia de un director, equipo y elenco que filman una película independiente de bajo presupuesto en el centro de la ciudad de Nueva York. El papel de Dinklage era el de un actor frustrado con enanismo que se queja de su papel cliché. Al año siguiente, apareció como administrador de un edificio en el drama criminal Bullet, protagonizado por Mickey Rourke y el rapero Tupac Shakur. Incluso después de su bien recibida actuación en Living in Oblivion, Dinklage no pudo encontrar a alguien dispuesto a ser su agente. Después de una recomendación de Buscemi al director Alexandre Rockwell, Dinklage participó en la comedia 13 Moons (2002).
El papel que definitivamente lanzó la carrera de Dinklage fue en la galardonada The Station Agent (2003), donde hizo el papel del protagonista. Por dicho papel recibió nominaciones como Mejor actor en los Independent Spirit Awards y Screen Actors Guild Awards. Ese mismo año, participó en Tiptoes, estrenada directamente en DVD, junto a Gary Oldman. Años antes, había destacado en su rol debut en Living in Oblivion (1995), donde hace el papel de Tito, un desganado actor de cine independiente que cuestiona el trabajo del director de la película. Además de su carrera en el cine, ha trabajado varias veces en producciones teatrales de off-Broadway, donde su estatura es menor obstáculo que en Hollywood. En Elf (2003), Dinklage interpreta a un pretencioso escritor de cuentos infantiles que golpea al personaje de Will Ferrell después de ser insultado accidentalmente. En 2005, protagonizó la serie de ciencia ficción Threshold y trabajó en la comedia The Baxter como un extravagante organizador de bodas. En 2006, actuó en el drama judicial de Sidney Lumet Find Me Guilty, junto a Vin Diesel. También hizo de sí mismo en un episodio de la serie de HBO Entourage y tuvo un papel en 30 Rock.
Dinklage tuvo un papel en la película británica de 2007 Death at a Funeral. Interpreta el mismo papel en el remake estadounidense del mismo nombre estrenado en 2010. También en 2007, interpretó al villano Simon Bar Sinister en Underdog. Fue elegido por el director Andrew Adamson para el papel de Trumpkin en la película Las crónicas de Narnia: el príncipe Caspian (2008). El crítico de cine Bill Gibron describió el papel como un «estereotipo cursi que Dinklage ha tratado de evitar». La escritora de cómics Gail Simone ha citado a Dinklage como la elección perfecta para interpretar al malvado Doctor Psycho en una posible adaptación fílmica de Wonder Woman.
En 2013, el director de cine Bryan Singer anunció la incorporación de Dinklage a X-Men: días del futuro pasado en el papel del antagonista principal, Bolivar Trask.

### Game of Thrones
En 2009, Dinklage fue confirmado para interpretar a Tyrion Lannister en la serie que preparaba la cadena HBO de la heptalogía más conocida de George R. R. Martin, Canción de hielo y fuego. La serie de televisión se estrenó en 2011 y su actuación recibió excelentes críticas.

«Si Dinklage no gana un Emmy por su inteligente y descortés Tyrion Lannister, me quedaré patitieso.»
Entertainment Weekly

«Si este hombre no gana un Emmy, deben rodar cabezas.»
Los Angeles Times

Finalmente, ese mismo año, Dinklage consiguió el Emmy como mejor actor de reparto y un año más tarde conseguiría un Globo de Oro por el mismo papel.

## Vida privada
Dinklage es de ascendencia alemana e irlandesa. En 2005, se casó con Erica Schmidt, una directora de teatro. En 2011 nació su primera hija, de la cual no ha trascendido el nombre. Aunque hubo un rumor de que su hija se llamaba Zelig, el actor lo ha negado. En 2017 tuvo un hijo cuyo nombre tampoco se hizo público. Además, es vegano.

«Me gustan los animales, todos los animales. No lastimaría a un gato o un perro ni vacas, ni a una gallina. Y no le pediría a alguien más que los lastime por mí. Esa es la razón por la cual soy vegano».
Peter Dinklage en una entrevista

### Estatura
Dinklage nació con acondroplasia, la causa más habitual de enanismo. Su altura es de 1,35 m (4'5").

«Cuando era joven, definitivamente, eso me afectaba. Como adolescente, me amargaba y enfadaba. Pero al envejecer, te das cuenta de que solo debes tener sentido del humor. Sabes que no es tu problema, es de ellos».
Peter Dinklage

## Disputa
Tras las críticas del actor Peter Dinklage a la «representación estereotipada del enano», Disney anunció que la adaptación cinematográfica de acción real del clásico Blancanieves y los siete enanitos reemplazará a los personajes principales por «criaturas mágicas» y que el elenco de actores enanos se descartó a favor de un elenco vocal para los personajes mencionados. Aparentemente, de acuerdo con la siguiente reacción negativa general, Dinklage no habría entendido la diferencia entre los humanos de la vida real que sufren de enanismo y los enanos como criaturas míticas y fantásticas de la fantasía, el folclore y la mitología europeos. Dinklage fue aún más lejos al afirmar que los enanos de Blancanieves viven en una «cueva» en lugar de una cabaña en el bosque. Este movimiento fue fuertemente criticado por personas y fanáticos que acusaron a Dinklage (y más tarde a Disney) de hipocresía woke y alardeo moral (o fariseísmo) y de ignorar el material original, y criticando sus palabras y la respuesta instantánea resultante de Disney por ser altamente dañino para la «comunidad de gente pequeña», incluidos los posibles actores para los papeles de enanos, que lo culparon y denunciaron por perder perspectivas laborales.

## Filmografía

### Cine
| Año  | Título                                                         | Rol                               | Notas |
| ---- | -------------------------------------------------------------- | --------------------------------- | --- |
| 1995 | Living in Oblivion                                             | Tito                              | |
| 1996 | Bullet                                                         | Encargado de edificio             | Sin acreditar |
| 1998 | Safe Men                                                       | Leflore                           | |
| 1999 | Pigeonholed                                                    | Roy                               | |
| 2001 | Never Again                                                    | Harry Appleton                    | |
| 2001 | Human Nature                                                   | Frank                             | |
| 2002 | 13 Moons                                                       | Binky                             | |
| 2002 | Just a Kiss                                                    | Dink                              | |
| 2003 | Elf                                                            | Miles Finch                       | |
| 2003 | The Station Agent                                              | Finbar McBride                    | Nominado— Asociación de Críticos de Cine de Chicago- Mejor actor/actriz promisorio/a Nominado— Independent Spirit Award - Mejor actor Nominado—Online Film Critics Society Award - Mejor Actor Revelación Nominado—Phoenix Film Critics Society - Revelación del año Nominado— Phoenix Film Critics Society Award - Mejor reparto Nominado— Screen Actors Guild Award for Outstanding Performance - Mejor actor Nominado—Screen Actors Guild Award - Mejor reparto |
| 2003 | Tiptoes                                                        | Maurice                           | |
| 2004 | Surviving Eden                                                 |                                   | |
| 2004 | 89 Seconds at Alcázar                                          | Mari Babola                       | |
| 2004 | Jail Bait                                                      | Lindo                             | |
| 2005 | The Baxter                                                     | Benson Hedges                     | |
| 2005 | Escape Artists                                                 | Sr. Duff                          | |
| 2005 | Lassie                                                         | Rowlie                            | |
| 2005 | Fortune                                                        | Mike Kirkwood                     | |
| 2006 | The Limbo Room                                                 | Dusty Spitz                       | |
| 2006 | Find Me Guilty                                                 | Ben Klandis                       | |
| 2006 | Penélope                                                       | Lemon                             | |
| 2006 | Little Fugitive                                                | Sam Norton                        | |
| 2007 | Ascension Day                                                  | Brantly                           | |
| 2007 | Un funeral de muerte                                           | Peter                             | |
| 2007 | Underdog                                                       | Dr. Simon Barsinister             | |
| 2008 | Las crónicas de Narnia: el príncipe Caspian                    | Trumpkin                          | |
| 2009 | Saint John of Las Vegas                                        | Sr. Townsend                      | |
| 2010 | Death at a Funeral                                             | Frank                             | |
| 2010 | The Last Rites of Ransom Pride                                 | Persona de baja estatura          | |
| 2010 | I Love You Too                                                 | Charlie                           | |
| 2010 | Pete Smalls is Dead                                            | K.C. Munk                         | |
| 2011 | A Little Bit of Heaven                                         | Vinnie                            | |
| 2012 | Ice Age: Continental Drift                                     | Capitán Gutt                      | Voz |
| 2013 | A Case of You                                                  | Gerard                            | |
| 2013 | Knights of Badassdom                                           | Hung                              | |
| 2014 | Low Down                                                       | Alain                             | |
| 2014 | X-Men: días del futuro pasado                                  | Bolivar Trask                     | |
| 2014 | The Angriest Man in Brooklyn                                   | Aaron Altmann                     | |
| 2015 | Taxi                                                           | Marc                              | |
| 2015 | Pixels                                                         | Eddie Plant                       | |
| 2016 | Angry Birds: La película                                       | Mighty Eagle                      | Voz |
| 2016 | The Boss                                                       | Renault                           | |
| 2017 | Rememory                                                       | Sam Bloom                         | |
| 2017 | Three Billboards Outside Ebbing, Missouri                      | James                             | |
| 2018 | Avengers: Infinity War                                         | Eitri                             | |
| 2018 | I Think We’re Alone Now                                        | Del                               | También productor |
| 2018 | My dinner with Hervé                                           | Hervé Villechaize                 | |
| 2019 | Angry Birds 2: la película                                     | Mighty Eagle                      | Voz |
| 2020 | The Croods: A New Age                                          | Phil Betterman                    | Voz |
| 2020 | I Care a Lot                                                   | Roman Lunyov                      | |
| 2021 | Cyrano                                                         | Cyrano de Bergerac                | |
| 2022 | American Dreamer                                               | Dr. Phil Loder                    | |
| 2023 | The Toxic Avenger                                              | Winston Gooze / The Toxic Avenger | |
| 2023 | Los juegos del hambre: balada de pájaros cantores y serpientes | Casca Highbottom                  | |
| 2023 | She Came to Me                                                 | Steven Lauddem                    | |
| 2024 | Unfrosted                                                      | Harry Friendly                    | |
| 2024 | Wicked                                                         | Doctor Dillamond                  | Voz |

### Televisión
| Año       | Título               | Rol                              | Notas |
| --------- | -------------------- | -------------------------------- | --- |
| 2000      | Oz                   | Víctima de Carmen "Chico" Guerra | Episodio: «Even the Score» |
| 2001      | The $treet           | Persona pequeña                  | Episodio: «Junk Bonds» |
| 2002      | Third Watch          | Vendedor de drogas               | Episodio: «The Long Guns» |
| 2004      | I'm with Her         | Elliot Rosen                     | 3 episodios |
| 2005      | Diario adolescente   | Dr. Belber                       | 2 episodios |
| 2005      | Testing Bob          | Robinson «Bob» Hart              | Piloto |
| 2005      | Ultra                |                                  | Piloto |
| 2005      | Threshold            | Arthur Ramsey                    | 13 episodios |
| 2005      | Nip/Tuck             | Marlowe Sawyer                   | 7 episodios |
| 2009      | 30 Rock              | Stewart                          | Episodio: «Señor Macho Solo» |
| 2011–2019 | Game of Thrones      | Tyrion Lannister                 | Protagonista 67 episodios Ganador — Primetime Emmy al mejor actor de reparto - Serie dramática (2011) Ganador — Globo de Oro al mejor actor de reparto de serie, miniserie o telefilme (2011) Ganador — Satellite Award al mejor actor de reparto de serie, miniserie o telefilme (2011) Ganador — Scream Award al mejor actor de reparto (2011) Ganador — Primetime Emmy al mejor actor de reparto - Serie dramática (2015) Ganador — Primetime Emmy al mejor actor de reparto - Serie dramática (2018) Ganador — Primetime Emmy al mejor actor de reparto - Serie dramática (2019) Nominado — Primetime Emmy al mejor actor de reparto - Serie dramática (2012, 2013) Nominado — Festival de Televisión de Montecarlo al mejor actor - serie dramática (2012) Nominado — Satellite Award al mejor actor de reparto de serie, miniserie o telefilme (2012) Nominado — Scream Awards (2011) Nominado — Premio del Sindicato de Actores al mejor actor de televisión - Drama (2014) Nominado — Premio del Sindicato de Actores al mejor reparto de televisión - Drama (2011, 2014) Nominado — TCA Award por logro individual - Drama (2011, 2012) |
| 2013      | Saturday Night Live  | Peter Drunklage                  | Episodio: «Melissa McCarthy/Phoenix» |
| 2013      | Sesame Street        | Simon                            | Episodio: «Simon Says» |
| 2014      | Family Guy           | Sr. Stone (voz)                  | Episodio: «Secondhand Spoke» |
| 2018      | Mi cena con Hervé    | Hervé Villechaize                | Película para televisión HBO |
| 2025      | Dexter: Resurrection | Leon Prater                      | Regular |

## Premios y nominaciones

### Premios Globos de Oro
| Año  | Categoría                                      | Trabajo nominado | Resultado |
| ---- | ---------------------------------------------- | ---------------- | --------- |
| 2012 | Mejor actor de reparto - Miniserie o telefilme | Game of Thrones  | Ganador   |

### Premios del Sindicato de Actores
| Año  | Categoría                    | Trabajo nominado                          | Resultado |
| ---- | ---------------------------- | ----------------------------------------- | --------- |
| 2018 | Mejor reparto                | Three Billboards Outside Ebbing, Missouri | Ganador   |
| 2018 | Mejor actor de serie - Drama | Game of Thrones                           | Nominado  |
| 2018 | Mejor reparto en serie de TV | Game of Thrones                           | Nominado  |
| 2017 | Mejor actor de serie - Drama | Game of Thrones                           | Nominado  |
| 2017 | Mejor reparto en serie de TV | Game of Thrones                           | Nominado  |
| 2016 | Mejor actor de serie - Drama | Game of Thrones                           | Nominado  |
| 2016 | Mejor reparto en serie de TV | Game of Thrones                           | Nominado  |
| 2015 | Mejor actor de serie - Drama | Game of Thrones                           | Nominado  |
| 2015 | Mejor reparto en serie de TV | Game of Thrones                           | Nominado  |
| 2014 | Mejor actor de serie - Drama | Game of Thrones                           | Nominado  |
| 2014 | Mejor reparto en serie de TV | Game of Thrones                           | Nominado  |
| 2012 | Mejor reparto en serie de TV | Game of Thrones                           | Nominado  |
| 2004 | Mejor actor                  | The Station Agent                         | Nominado  |
| 2004 | Mejor reparto                | The Station Agent                         | Nominado  |

### Premios Emmy
| Año  | Categoría                               | Trabajo nominado | Resultado |
| ---- | --------------------------------------- | ---------------- | --------- |
| 2019 | Mejor actor de reparto de serie - Drama | Game of Thrones  | Ganador   |
| 2018 | Mejor actor de reparto de serie - Drama | Game of Thrones  | Ganador   |
| 2016 | Mejor actor de reparto de serie - Drama | Game of Thrones  | Nominado  |
| 2015 | Mejor actor de reparto de serie - Drama | Game of Thrones  | Ganador   |
| 2014 | Mejor actor de reparto de serie - Drama | Game of Thrones  | Nominado  |
| 2013 | Mejor actor de reparto de serie - Drama | Game of Thrones  | Nominado  |
| 2012 | Mejor actor de reparto de serie - Drama | Game of Thrones  | Nominado  |
| 2011 | Mejor actor de reparto de serie - Drama | Game of Thrones  | Ganador   |